# Professor Layton and the Lost Future
Professor Layton and the Lost Future (レイトン教授と最後の時間旅行 Reiton-kyōju to Saigo no Jikan Ryokō?, Professor Layton och den sista tidsresan), känd som Professor Layton and the Unwound Future i Nordamerika, är ett pussel- och äventyrsspel till Nintendo DS, utvecklat av Level-5. Det är den tredje delen i den första Professor Layton-trilogin, och släpptes november 2008 i Japan, september 2010 i Nordamerika, och oktober 2010 i Europa och Australien.